# Marsilea ancyclopoda
Marsilea ancyclopoda  là một loài dương xỉ trong họ Marsileaceae. Loài này được A.Br. mô tả khoa học đầu tiên.
Danh pháp khoa học của loài này chưa được làm sáng tỏ. 